# Acacia magnibracteosa
Acacia magnibracteosa är en ärtväxtart som beskrevs av Arturo Erhardo Erardo Burkart. Acacia magnibracteosa ingår i släktet akacior, och familjen ärtväxter. Inga underarter finns listade i Catalogue of Life.